# Nero-Film
Nero-Film AG foi uma empresa cinematográfica alemã sediada em Berlim durante a República de Weimar. Foi fundada em 1925 pelo produtor e diretor Richard Oswald e pelo empresário Heinrich Nebenzal. O nome da empresa é uma mistura dos nomes dos dois, com "Ne" representando Nebenzahl e "Ro" representando Richard Oswald. Inicialmente fundada como Nero-Film GmbH, ou seja, uma sociedade limitada, converteu-se Nero-Film AG (uma sociedade por ações) em 1927.
Sob a influência do filho de Nebenzal, Seymour Nebenzal, a empresa se tornou uma das mais ambiciosas da Alemanha e, com a ajuda de cineastas como Georg Wilhelm Pabst e Fritz Lang, produziu grandes obras da República de Weimar, tais como Die Büchse der Pandora, Vier von der Infanterie, Die 3-Groschen-Oper, M, Kameradschaft, L'Atlantide e O Testamento do Dr. Mabuse.
Na indústria cinematográfica, a democrático-burguesa Nero-Film e a proletária Prometheus Film foram as últimas baluartes contra a ascensão do nazismo na sétima arte. Após a tomada de poder pelos nazistas em 1933, Seymour Nebenzal foi obrigado a emigrar e a Nero-Film AG foi forçada a interromper suas atividades. O Testamento do Dr. Mabuse se tornou o primeiro filme a ser censurado pelo governo nazista; Nebenzal e Lang tiveram de prestar esclarecimentos ao ministro da propaganda, Joseph Goebbels, que ordenou a destruição das cópias do filme e baniu sua entrada na Alemanha Nazista. Nebenzal, usando um passaporte americano, fugiu para a Suíça e depois para a França, onde colaborou com o diretor Anatole Litvak na produção de Mayerling, um grande sucesso na carreira do ator Charles Boyer.
Nos Estados Unidos, Nebenzal dirigiu várias companhias cinematográficas sob o famoso nome de Nero-Film.

## Filmes produzidos
- Das letzte Fort (1928)
- Die Büchse der Pandora (1929)
- Menschen am Sonntag (1930)
- Vier von der Infanterie (1930)
- Skandal um Eva (1930)
- Die 3-Groschen-Oper (1931)
- Ariane (1931)
- M (1931)
- Kameradschaft (1931)
- L'Atlantide (1932, em alemão, francês e inglês)
- O Testamento do Dr. Mabuse (1933)
- Le sexe faible (1933)
- La crise est finie! (1933)
- La vie parisienne (1935)
- Mayerling (1936)
- Werther (1938)
- Les ôtages (1939)
- We Who Are Young (1940)
- Hitler's Madman (1943)
- Summer Storm (1944)
- Whistle Stop (1945)
- The Chase (1946)
- Siren of Atlantis (1948)
- M (1951)
- Bis zum Ende aller Tage (1961)

O filho de Seymour Nebenzal, Harold Nebenzal deu continuidade à tradição familiar através da produção de filmes como Cabaret e Gabriela.